# Ture Person
Per Fredrik Ture Person (ur. 23 listopada 1892 w Kristianstad, zm. 14 listopada 1956 w Sztokholmie) – szwedzki lekkoatleta (sprinter), wicemistrz olimpijski z 1912.
Zdobył srebrny medal w sztafecie 4 × 100 metrów na igrzyskach olimpijskich w 1912 w Sztokholmie. Sztafeta szwedzka w składzie: Ivan Möller, Charles Luther, Person i Knut Lindberg ustanowiła w półfinale rekord Szwecji wynikiem 42,5, a w biegu finałowym zajęła 2. miejsce za zespołem Wielkiej Brytanii, po dyskwalifikacji sztafety Niemiec. Na tych igrzyskach Person startował również w biegu na 100 metrów, gdzie odpadł w eliminacjach oraz w biegu na 200 metrów, gdzie odpadł w półfinale.
Person był mistrzem Szwecji w biegu na 100 metrów w 1914 oraz w biegu na 200 metrów w 1913 i 1914.